# I. e. 376
Évszázadok: i. e. 5. század – i. e. 4. század – i. e. 3. század
Évtizedek: i. e. 420-as évek – i. e. 410-es évek – i. e. 400-as évek – i. e. 390-es évek – i. e. 380-as évek – i. e. 370-es évek – i. e. 360-as évek – i. e. 350-es évek – i. e. 340-es évek – i. e. 330-as évek – i. e. 320-as évek
Évek: i. e. 381 – i. e. 380 – i. e. 379 – i. e. 378 –  i. e. 377 – i. e. 376 – i. e. 375 – i. e. 374 – i. e. 373 – i. e. 372 – i. e. 371

## Események

### Görögország
- Az athéni flotta Khabriasz vezetésével a naxoszi csatában legyőzi az Athén gabonaellátását akadályozó spártai hajóhadat.
- Abdéra városát kifosztja a trák triballoi törzs.

### Itália
- Rómában consuli jogkörű katonai tribunusok: Lucius Papirius Mugillanus, Servius Cornelius Maluginensis, Licinus Menenius Lanatus és Servius Sulpicius Praetextatus.

## Születések
- Olümpiasz, II. Philipposz makedón király felesége és Nagy Sándor anyja

## Halálozások
- Csou An-vang, a kínai Csou-dinasztia királya

## Fordítás
- Ez a szócikk részben vagy egészben  a(z)   376 BC című angol Wikipédia-szócikk ezen változatának fordításán alapul.  Az eredeti cikk szerkesztőit annak laptörténete sorolja fel. Ez a jelzés csupán a megfogalmazás eredetét és a szerzői jogokat jelzi, nem szolgál a cikkben szereplő információk forrásmegjelöléseként.